# Дифтонг
Дифто́нг (від грец. δίφθογγος — «двоголосний»), або дво́зву́к, — у фонетиці складний голосний звук неоднорідної артикуляції, що складається з двох елементів, які утворюють один склад, надаючи йому фонетичної цілісності. Зазвичай дифтонги мають більшу довготу, ніж монофтонги. Властивістю дифтонга є його нероздільність на дві фонеми.
Дифтонги існують у словацькій, чеській, німецькій, англійській, італійській, іспанській, китайській та багатьох інших мовах, а також у Північному наріччі здебільшого у східнополіському говорі, але трапляється і в інших говорах цього наріччя.
Найчастіше в дифтонгах один елемент є вершиною складу, а інший (так званий ґлайд або напівголосний) лише його супроводжує. У залежності від положення вершини складу, розрізняють дифтонги спадні (низхідні), у яких склад утворюється першим елементом (напр. нім. Leid [laet], англ. house [haʊs]), та висхідні, в яких склад утворюється другим елементом (напр. ісп. fuego [fuego], словац. riad [riat]).

## В мовах світу

### Японська
В японській мові сполучення /ai/, /au/, /ae/, /ui/, /oi/ зазвичай вимовляються як дифтонги:
[ai̯] (ай), [au] (ау), [ae] (ае), [ui̯] (уй), [oi̯] (ой).
Під час чіткої дикції та повільної вимови ці сполучення вимовляються як два окремі звуки:
[a.i] (аї), [a.u] (ау), [a.e] (ае), [u.i] (уї), [o.i] (ої).

### Німецька
Дифтонги в німецькій мові:
- [aɪ̯] як у слові reich (багатий)
- [aʊ̯] як у слові Maus (миша)
- [ɔʏ̯] як у слові neu (новий)
- [ʊɪ̯] як у слові pfui (пф)

Присутній у німецькій мові ненапружений голосний середнього ряду низького підняття хоча і не повністю відповідає поняттю «дифтонг», але з огляду на його артикуляцію може таким вважатись.
- [iˑɐ̯] wir (ми)
- [yˑɐ̯] für (для)
- [uˑɐ̯] nur (тільки)
- [eˑɐ̯] Meer (море)
- [ɛˑɐ̯] Bär (ведмідь)
- [aːɐ̯] Haar (волосся)
- [øˑɐ̯] Frisör (перукар)
- [oˑɐ̯] Ohr (вухо)

Деякі дифтонги бернського діалекту швейцарської німецької:
- /iə/ як у слові Bier 'пиво'
- /yə/ як у слові Füess 'ступні'
- /uə/ як у слові Schue 'взуття'
- /ow/ як у слові Stou 'підтримка'
- /aw/ як у слові Stau 'конюшня'
- /aːw/ як у слові Staau 'сталь'
- /æw/ як у слові Wäut 'мир'
- /æːw/ як у слові wääut 'вибирає'
- /ʊw/ як у слові tschúud 'вина'

## В діалектах української мови
Дифтонги — одне з характерних ознак вокалізму діалектів північного наріччя української мови, передусім його східнополіського говору, де в наголошених позиціях вживають два дифтонги — передньорядний /iе/ і задньорядний /uо/. Дифтонг /iе/ є рефлексом давніх голосних *ē та *ě (ѣ) ([piet͡ʃ] — «піч», [dʲied] — «дід», [paˈpʲier] — «папір»). Дифтонг /uо/ є рефлексом давніх голосних *ō, *ē ([kuon̪ʲ] — «кінь», [wuoɫ] — «віл», ['puoznɔ] — «пізно», ['tʲuotka] — «тітка»). Згідно з експериментально-фонетичними дослідженнями, дифтонги /iе/, /uо/ є переважно спадними двозвуками (перші елементи фонетично виразніші за другі), висхідна ж артикуляція цих дифтонгів трапляється значно рідше.
Рефлексацію давніх голосних *ō, *ē у вигляді дифтонгів подекуди фіксують також і в південно-східному, і в південно-західному наріччях української мови.